# TrafficPort Venlo
TrafficPort Venlo was een combinatie van een vliegveld voor ultralichte vliegtuigen, een bedrijventerrein en een verkeerseducatiecentrum, gelegen aan de A67 Eindhoven-Venlo, aan de westrand van Trade Port West. Sinds 2019 is het gesloten voor alle vliegverkeer. Er huisvesten diverse transportbedrijven op de vliegbanen. Het enige dat over is gebleven is de voormalige kantine en de moderne verkeerstoren. De verkeerstoren doet dienst als kantoor voor de logistieke bedrijven op het terrein.

## Geschiedenis
Tot 2009 bestond er een Vliegveld Grubbenvorst, in de gemeente Horst aan de Maas. Het kleine vliegveld werd vooral gebruikt door kleine sportvliegtuigen, de ultralichte vliegtuigen. De exploitatie van dit vliegveld was in handen van de Stichting Ultralight Limburg.
Daar het vliegveld in Grubbenvorst wegens planologische redenen moest worden verplaatst, werd gezocht naar een alternatief, hetgeen in 2009 resulteerde in TrafficPort Venlo.
Op 30 maart 2011 werd bekendgemaakt, dat vanaf 1 april 2011 ook vliegtuigen met een maximale capaciteit van zes personen op TrafficPort mogen landen en opstijgen. Ook is er een kleine helihaven, met zeer beperkte vliegbewegingen.
In 2015 werd aangekondigd dat het vliegveld ging sluiten.
Per 1 augustus 2016 is de baan met 150 meter ingekort en voor gebruik door vliegtuigen gesloten.
Deze verandering betekende niet het einde van de vliegactiviteiten op TrafficPort. Helikopters en testvluchten met drones konden gebruik blijven maken van de faciliteiten die TrafficPort bood.
Anno 2024 is er op het terrein van het vliegveld een distributiebedrijf gevestigd, en bestaat de website van Trafficport niet meer. 

## Vliegschool
Op TrafficPort was tevens een vliegschool gevestigd, waar opleidingen voor het RPL-brevet worden gegeven. Een gedeelte van de opleiding bestaat uit lessen op PPL-niveau.

## Landingsstrook
Het vliegveld beschikte over een start- en landingsbaan van 700 meter. De richting van de baan is 06-24. De eerste anderhalve maand dat het vliegveld open was, was het enkel toegankelijk voor clubleden die hun vliegtuig op TrafficPort gestald hadden. Sinds 10 december 2009 had het vliegveld een vergunning waardoor het vliegveld toegankelijk werd voor alle ultralichte vliegtuigen. Ook mochten er sinds die datum één- en tweemotorige vliegtuigjes zoals Pipers en Cessna's landen.

## Communicatie
De radiofrequentie van Traffic Port Venlo is 130.650 MHz.